# Coelotes nagaraensis
Coelotes nagaraensis là một loài nhện trong họ Amaurobiidae.
Loài này thuộc chi Coelotes. Coelotes nagaraensis được miêu tả năm 2009 bởi Nishikawa.